# Vallée de la Juine-Étréchy (doyenné)
Le secteur pastoral de la Vallée de la Juine-Étréchy est une circonscription administrative de l'église catholique de France, subdivision du diocèse d'Évry-Corbeil-Essonnes.

## Histoire
Le synode diocésain de 1987 a modifié le statut du doyenné en secteur pastoral.

## Organisation
Le secteur pastoral de la Vallée de la Juine-Étréchy est rattaché au diocèse d'Évry-Corbeil-Essonnes, à l'archidiocèse de Paris et à la province ecclésiastique de Paris. Il est situé dans le vicariat Sud-Ouest et la zone verte du diocèse.

### Paroisses suffragantes
Le siège du doyenné est fixé à Étréchy. Le secteur pastoral de la Vallée de la Juine-Étréchy regroupe les paroisses des communes de:
- Auvers-Saint-Georges,
- Bouray-sur-Juine,
- Chamarande,
- Chauffour-lès-Étréchy,
- Étréchy,
- Janville-sur-Juine,
- Lardy,
- Torfou,
- Villeneuve-sur-Auvers.

### Prêtres responsables
| Période                                  | Période           | Identité                  | Fonction précédente | Observation |
| ---------------------------------------- | ----------------- | ------------------------- | ------------------- | ----------- |
| ?                                        | en cours          | Paul-Marie Mercier        |                     | -           |
| 2013                                     | 2016 renouvelable | Père Michel FORGEOT d’ARC |                     | -           |
| Les données manquantes sont à compléter. |                   |                           |                     |             |

## Patrimoine religieux remarquable
- Église Saint-Georges à Auvers-Saint-Georges ;
- Église Saint-Pierre-ès-Liens à Bouray-sur-Juine ;
- Église Saint-Quentin à Chamarande ;
- Église Saint-Étienne à Étréchy ;
- Église Saint-Pierre à Lardy ;
- Église Saint-Thomas-Becket à Villeneuve-sur-Auvers.

## Pour approfondir

## Sources
1. ↑  « Carte du découpage en secteurs sur le site du diocèse. »(Archive.org • Wikiwix • Archive.is • Google • Que faire ?) Consulté le 10/08/2010.